# Le Merveilleux Voyage de Nils Holgersson à travers la Suède
Le Merveilleux Voyage de Nils Holgersson à travers la Suède (titre original : Nils Holgerssons underbara resa genom Sverige) est un roman suédois écrit par Selma Lagerlöf. Le premier tome est paru en 1906, le second en 1907. Ce roman merveilleux raconte les aventures d'un petit garçon de ferme suédois réduit à une taille minuscule à la suite d'une malédiction d'un tomte et qui est amené à suivre une bande d'oies sauvages en compagnie d'un jars venu de sa ferme. Nils parcourt ainsi une grande partie de la Suède, chaque chapitre présentant une nouvelle région et occasionnant des péripéties liées aux contes et aux légendes locales.

## Résumé

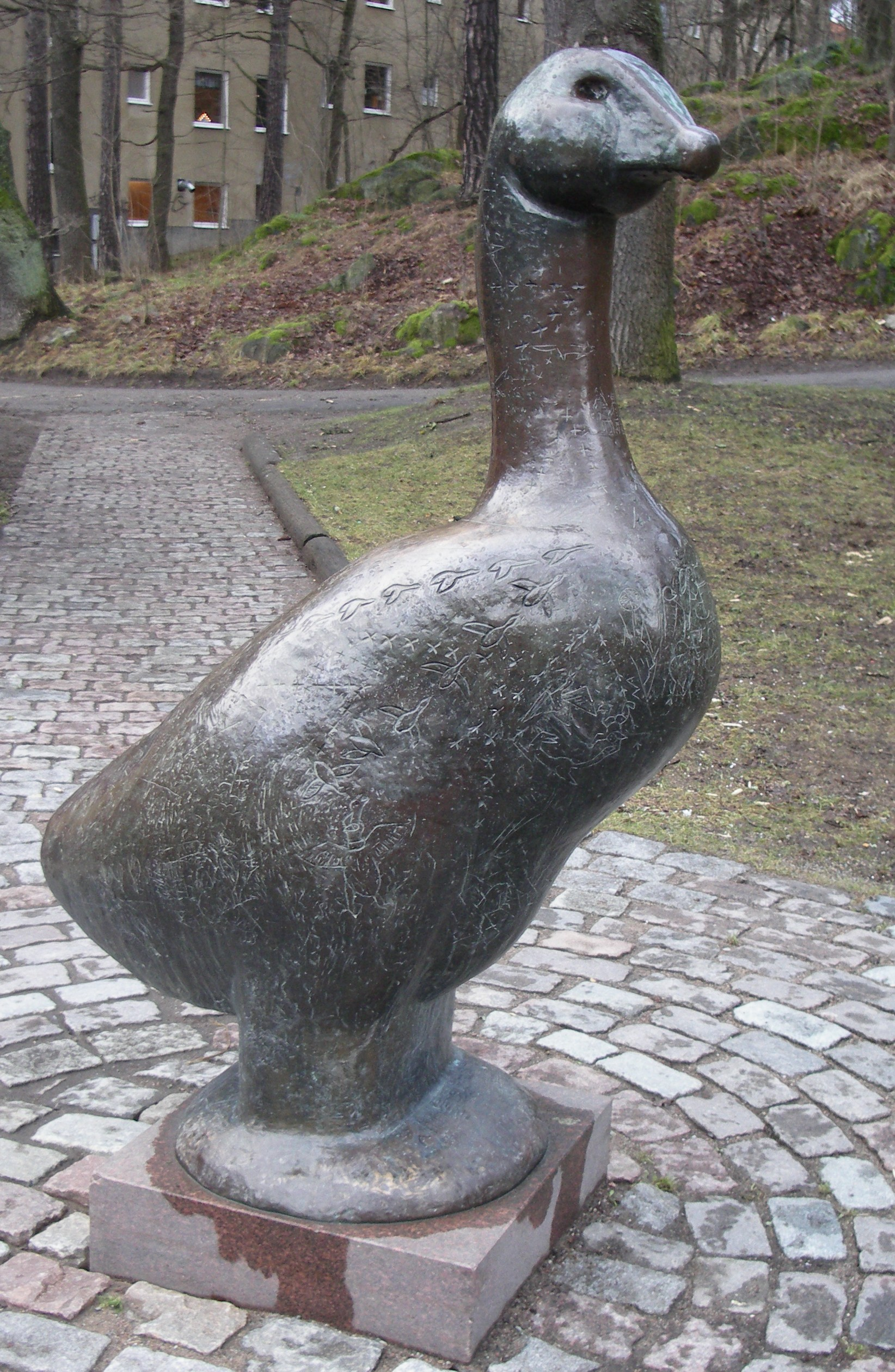
Edvin Öhrströms, Den store hvide (1953), Västertorp, banlieue de Stockholm.

Nils Holgersson est un petit garçon qui ne pense qu'à dormir, manger et jouer de mauvais tours. Il vit dans la ferme de ses parents en Scanie, dans le Sud du pays. Il aime particulièrement persécuter les animaux, tels que les oies. Un dimanche où ses parents l'ont laissé seul à la maison pour aller au temple, il rencontre un tomte qui, pour le punir de sa méchanceté, le rétrécit, ce qui lui donne la capacité de parler avec les animaux. Au même moment, un jars (nommé Martin dans la traduction française) de la ferme décide d'accompagner un groupe d'oies sauvages dirigé par Akka de Kebnekaise dans leur voyage à travers la Suède. Dans sa tentative pour le retenir, Nils s'envole avec lui.

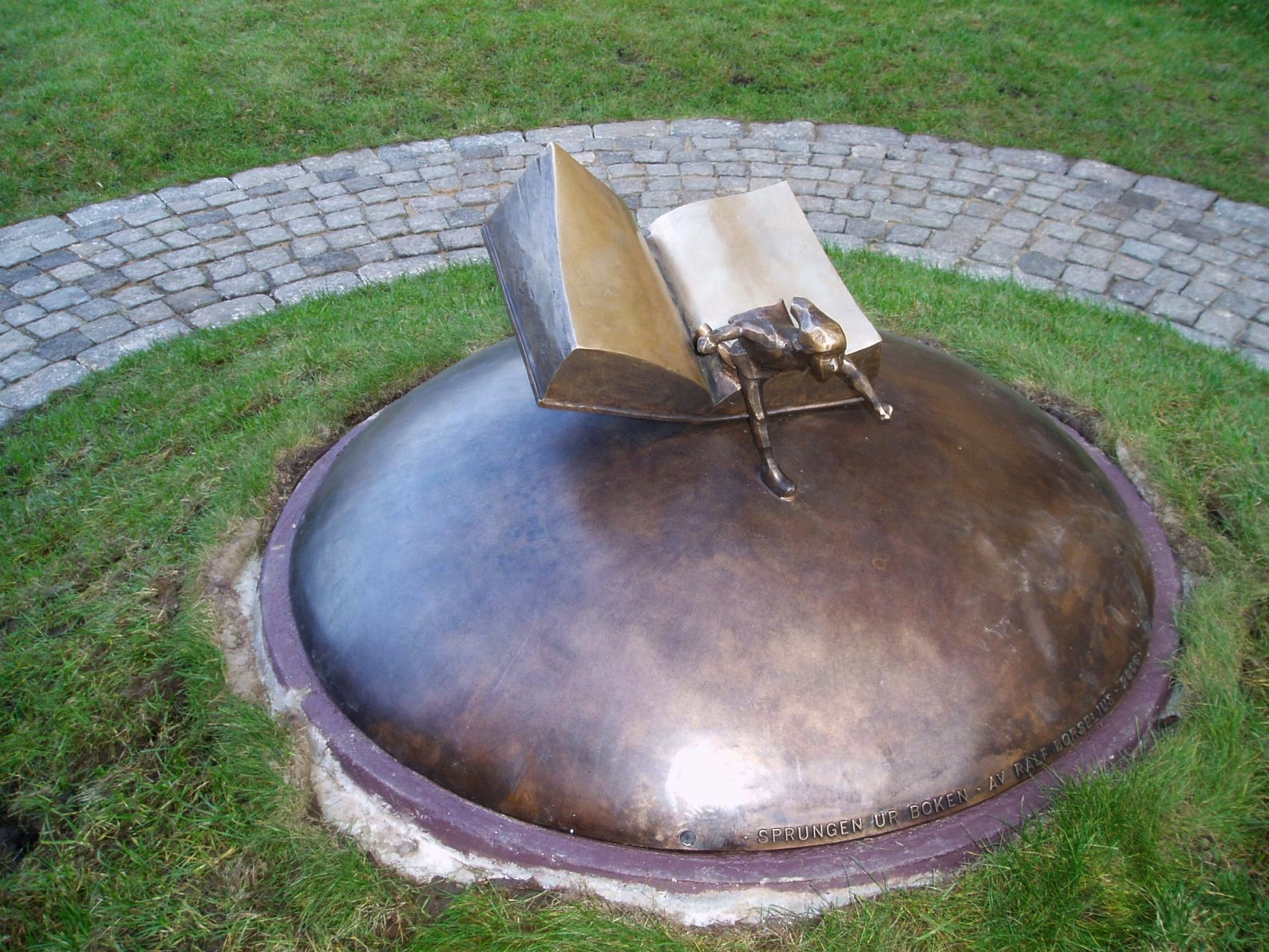
Nils Holgersson, Ralf Borselius, Karlskrona.

Il traverse ainsi la Suède, visitant ses provinces. Le roman, qui compte cinquante-cinq chapitres, est l'occasion de découvrir les caractéristiques naturelles, les ressources économiques et les contes et légendes des lieux qu'il traverse, ce qui occasionne de nombreuses sous-intrigues. 
Tout au long du roman, Nils et les oies sont poursuivis inlassablement par le renard Smirre qui cherche à les dévorer. Nils, quant à lui, se demande comment faire pour lever la malédiction lancée par le tomte. Le garçon s'améliore ainsi peu à peu au fil du voyage, des rencontres et des épreuves qu'il doit traverser. D'abord hargneux et méprisant, il se lie d'amitié avec le jars blanc et avec les oies sauvages, qu'il finit par protéger au péril de sa vie. À la fin du roman, Nils prouve qu'il a compris la leçon que lui a donnée le tomte en le condamnant à cette longue période de miniaturisation, et la malédiction est levée.

## Élaboration du roman
Selma Lagerlöf avait reçu en 1902 une commande de l'Association nationale des enseignants afin d'écrire un livre de géographie à destination des enfants de l'école publique. Pour cela, elle parcourut la Suède, pour l'observer et y recueillir les anecdotes locales et les légendes qu'elle incorpora à son récit, sans oublier de se mettre en scène, malicieusement, quoique de façon anonyme, dans un chapitre du roman. 

## Principales traductions françaises
La première traduction française du roman, par Thekla Hammar, paraît en 1912 sous le titre Le Merveilleux Voyage de Nils Holgersson à travers la Suède. Amputant le roman d'environ un tiers de son contenu, selon les habitudes de l'époque, elle est éditée à Paris chez Perrin (XVII feuillets et 408 pages). Elle est rééditée en 1951 par Delagrave, à Paris, avec des illustrations de Roger Reboussin. 
En 1990 paraît une traduction intégrale due à Marc de Gouvenain et Lena Grumbach, sous le même titre, aux éditions Actes Sud, dans la collection Lettres scandinaves.

## Adaptations

### Au cinéma
Le roman a été adapté en un long-métrage d'animation soviétique, Zakoldovannyj malchik (Заколдованный мальчик), réalisé par Vladimir Polkovnikov et Alexandra Snejko-Blotskaïa et sorti en 1955.
En 1962, le roman est adapté au cinéma en Suède sous le titre Nils Holgerssons underbara resa, film suédois réalisé par Kenne Fant, avec Sven Lundberg, Max von Sydow et Annika Tretow.

### À la télévision
Le roman a été adapté en téléfilm par le réalisateur allemand Dirk Regel (de). Nils et les Oies sauvages (titre original : Nils Holgerssons wunderbare Reise (de)) est une production germano-suédoise diffusée en deux parties de 115 minutes en 2011 sur la chaîne ARD. La version française a été diffusée en 2012 sur France Télévisions.
Le roman a aussi été adapté en une série d'animation télévisée pour la jeunesse au Japon. Nils Holgersson (titre original : ニルスのふしぎな旅 (Nirusu no fushigi na tabi)) comporte 52 épisodes de 22 minutes réalisés au début des années 1980 par Hisayuki Toriumi. Si le scénario est légèrement différent de l'œuvre originale, il reprend néanmoins les grandes lignes de l'histoire imaginée par Selma Lagerlöf. Le générique de la version française est chanté par Marie Myriam.
De 2015 à 2017, la société Studio 100 Animation produit une nouvelle version en 3D de la série, en 52 épisodes de 13 minutes. Nils Holgersson est diffusé sur France 3 à compter du 1er mai 2017 et le générique de la version française est interprété par Loïc Schumacher.

## Postérité
- À l'origine écrit pour faire découvrir leur pays aux petits Suédois, le roman est devenu un classique de la littérature pour la jeunesse[1].
- Le héros du roman apparaît sur les anciens billets suédois de 20 couronnes[5].
- Nils Holgersson a donné son nom à un prix littéraire récompensant les auteurs de littérature de jeunesse suédoise.
- De 1970 à 1999, Rörstrand a émis une série d'assiettes décoratives illustrant les voyages de Nils à travers la Suède.
- L'écrivain suédois Christian Jersild imagine une suite au roman, La Seconde Vie de Nils Holgersson, paru en français chez Christian Bourgois en 1994[6].